# Parafia Najświętszego Serca Jezusowego w Lubięcinie
Parafia Najświętszego Serca Jezusowego w Lubięcinie – parafia rzymskokatolicka, terytorialnie i administracyjnie należąca do diecezji zielonogórsko-gorzowskiej, do dekanatu Sława. W parafii posługują księża diecezjalni.